# مزعل النمران
مزعل النمران، (1961-) ضابط سابق في وزارة الداخلية الكويتية ، ونائب سابق في مجلس الأمة الكويتي.

## حياته السياسية
ولد مزعل محمد هادي محمد النمران بالكويت وهو من مواليد عام 1961 ، وحاصل على بكالوريوس علوم شرطية ، وقد تقلد عدد من رئاسة الاقسام في وزارة الداخلية منها رئيس قسم الفحص الفني في محافظة حولي ، ورئيس قسم اختبار مدرسة العاصمة ، ورئيس قسم الرخص في محافظة حولي ، ورئيس الفحص الفني في محافظة الفروانية ، وقد شارك في انتخابات مجلس الأمة الكويتي 2006 في الدائرة الخامسة عشر، وحصل على المركز الأول برصيد 7125 صوت وفاز بالانتخابات.

### مجلس الأمة 2006
| الكتلة                                      | مستقل             |
| طرح الثقة بنورية الصبيح 2008                | مؤيد طرح الثقة    |
| طلب إسقاط القروض                            | موافق على الإسقاط |
| الكتلة البرلمانية 2007                      | كتلة المستقلين    |
| إحالة قضية الفحم المكلسن إلى ديوان المحاسبة | معارض             |
| إيقاف محمد عبداللة المبارك 2006             | غير موافق         |